# Grad filma
UNESCO-ov projekt grad filma dio je šire mreže kreativnih gradova.
Film je jedan od sedam kreativnih područja u mreži kreativnih gradova, a ostala su: obrt i tradicionalna umjetnost, dizajn, gastronomija, književnost, medijska umjetnost i glazba.

## Kriteriji za UNESCO-ve gradove filma
Da bi bili odobreni kao gradovi filma, gradovi moraju ispuniti niz kriterija koje je postavio UNESCO.
Proglašeni UNESCO-vim gradovima filma imaju slična obilježja:
- Važna infrastruktura povezana s kinom, npr. filmski studiji i filmski krajolici/okoliši
- Stalne ili dokazane veze s proizvodnjom, distribucijom i komercijalizacijom filmova
- Iskustvo u vođenju filmskih festivala, prikazivanja i inih događanja vezanih uz film
- Suradničke inicijative na mjesnoj, područnoj i međunarodnoj razini
- Filmska baština u obliku arhiva, muzeja, privatnih zbirki i/ili filmskih instituta
- Filmske škole i centri za obuku
- Trud u širenju filmova proizvedenih i/ili režiranih lokalno ili nacionalno
- Inicijative za poticanje razmjene znanja o stranim filmovima

## O gradovima
Godine 2009. Bradford je postao prvi filmski grad, a Sydney mu se pridružio 2010.
Sydney je dom Fox Studios Australia, studija koji je oživio trilogiju Matrix, Veliki Gatsby i Wolverine. Sydneyske "netaknute plaže" i "bujne planine" također mogu poslužiti kao pozadina za snimanje lokacije.
Busan je domaćin godišnjeg Međunarodnog filmskog festivala i "postavlja standarde" u svijetu filma.
Bristol je dom nagrađivanog Aardman Animationsa. Također je dom The Bottle Yard Studios i BBC Natural History Unit.
Bristol je "prepun povijesti i karaktera", Yamagata je "ugodna, užurbana ruralna prijestolnica".
Yamagata je svake dvije godine domaćin Međunarodnog festivala dokumentarnog filma.
Potsdam je dom Babelsberg studija, najvećeg filmskog studija u Njemačkoj. Također je dom Filmskog parka Babelsberg i Filmskog sveučilišta Babelsberg.
Mumbai je dom Bollywooda, filmske industrije koja proizvodi većinu filmova na svijetu.

## Gradovi filma
Postoji 21 gradova filma koji se nalaze u 18 zemalja i četiri kontinenta.
Četrnaest ih je iz Europe, četiri iz Azije, dva iz Oceanije i jedan iz Južne Amerike .
Poljska, Španjolska i Ujedinjeno Kraljevstvo jedine su zemlje koje imaju po dva grada filma.
Gradovi filma su:
| Grad        | Zemlja                 | Godina upisa |
| ----------- | ---------------------- | ------------ |
| Bitola      | Sjeverna Makedonija    | 2015.        |
| Bradford    | Ujedinjeno Kraljevstvo | 2009.        |
| Bristol     | Ujedinjeno Kraljevstvo | 2017.        |
| Busan       | Južna Koreja           | 2014.        |
| Cannes      | Francuska              | 2021.        |
| Cluj-Napoca | Rumunjska              | 2021.        |
| Galway      | Irska                  | 2014.        |
| Gdynia      | Poljska                | 2021.        |
| Łódź        | Poljska                | 2017.        |
| Mumbai      | Indija                 | 2019.        |
| Potsdam     | Njemačka               | 2019.        |
| Qingdao     | NR Kina                | 2017.        |
| Rim         | Italija                | 2015.        |
| Santos      | Brazil                 | 2015.        |
| Sarajevo    | Bosna i Hercegovina    | 2019.        |
| Sofija      | Bugarska               | 2014.        |
| Sydney      | Australija             | 2010.        |
| Terrassa    | Španjolska             | 2017.        |
| Valladolid  | Španjolska             | 2019.        |
| Wellington  | Novi Zeland            | 2019.        |
| Yamagata    | Japan                  | 2017.        |